# Torreon (hrabstwo Sandoval)
Torreon – jednostka osadnicza w Stanach Zjednoczonych, w stanie Nowy Meksyk, w hrabstwie Sandoval.